# Село імені Тельмана
Тельмана (рос. Тельмана) — село у Смідовицькому районі Єврейської автономної області Російської Федерації.
Орган місцевого самоврядування — Приамурське міське поселення. Населення становить 1210 осіб (2010).

## Історія
Згідно із законом від 26 листопада 2003 року органом місцевого самоврядування є Приамурське міське поселення.

## Населення
| 1959 | 1970  | 1979  | 1989  | 2002  | 2010  |
| ---- | ----- | ----- | ----- | ----- | ----- |
| 1904 | ↘1285 | ↗1386 | ↘1096 | ↗1110 | ↗1210 |